# Razak Boukari
Abdoulrazak Boukari Fafadji dit Razak Boukari, né le 25 avril 1987 à Lomé, est un footballeur international togolais. Il occupe le poste de milieu latéral ou d'ailier. Son père, Sadou Boukari, était aussi international togolais.

## Biographie

### Ses débuts à Châteauroux
Formé à la Berrichonne de Châteauroux, le club de cœur de son père, après être passé par le pôle espoirs de la Ligue du Centre, il intègre l'équipe réserve en 2002, et y reste deux ans. Lors de la saison 2004-2005, il dispute quatorze rencontres de Ligue 2 et inscrit cinq buts. Devenu titulaire, il joue l'année suivante trente-quatre matches, marque deux buts, et se revèle aux yeux des recruteurs de clubs français de plus haut niveau, comme ceux du FC Nantes, du LOSC Lille Métropole et surtout de l'AS Monaco. En mai 2006, il est présélectionné avec l'équipe du Togo pour la Coupe du Monde en Allemagne mais choisit après mûre réflexion de ne pas répondre à la convocation du coach.

### Découvre la première division avec le RC Lens
Le 7 juin 2006, il signe un contrat de cinq ans avec le Racing Club de Lens, pensionnaire de Ligue 1, peu avant son coéquipier Marco Ramos. Il dispute son premier match avec Lens lors de la reprise du championnat, le 5 août 2006 face à Troyes, et gagne un but à zéro. Le 14 novembre, Boukari joue pour la première fois en équipe de France espoirs, face à la Suède en amical, et inscrit son premier but sur penalty. Mais Boukari a du mal à s'imposer aux yeux de René Girard, qui ne le convoque qu'une fois lors de l'année 2007. Ne jouant pas assez à son goût en club, étant le plus souvent remplaçant, un prêt est d'actualité (notamment vers Nice), mais le joueur décide de rester au Racing, malgré les arrivées au club de Kanga Akalé et Luigi Pieroni. 
Malgré la relégation de Lens en Ligue 2 à l'issue de la saison 2007-2008, Boukari décide de rester à la suite des promesses de temps de jeu qui lui sont données. Elles sont tenues par l'entraîneur, le Lensois étant titulaire en début de saison, aux côtés de Kévin Monnet-Paquet et Toifilou Maoulida. Il inscrit un but face à Vannes dès la deuxième journée, son premier sous les couleurs lensoises en championnat. À l'aise dans une division qui l'avait révélé précédemment, Boukari se fait une place dans le onze de Jean-Guy Wallemme. Le 15 janvier 2009, il prolonge même son contrat de deux années, soit jusqu'en 2013. Cependant, il reste inconstant dans ses performances, capable de sublimer un match ou de le rater complètement. Voyant l'avenir en « Bleu » de Boukari bloqué par la concurrence, les autorités togolaises tentent de le convaincre de porter le maillot des Éperviers, comme l'avait faire son père auparavant. Déclinant tout d'abord les convocations régulières togolaises, envoyées dès 2006 pour la Coupe du monde en Allemagne, il les considère ensuite plus sérieusement, son père et Emmanuel Adebayor se démenant pour le convaincre.
Commençant la saison suivante avec le statut de titulaire, Boukari s'impose, et pousse Toifilou Maoulida, meilleur buteur du RC Lens l'année dernière, sur la touche. Peu avant la trêve hivernale, il est en tête du classement des buteurs du club, avec quatre unités. En janvier, il rejette la convocation du Togo pour la Coupe d'Afrique des nations 2010, contrairement au Monégasque Serge Gakpé. Comme son compère Kévin Monnet-Paquet, Razak Boukari n'arrive pas à passer un cap à Lens, et ne marque que très peu pour un attaquant. Concluant son année avec de faibles statistiques, il accepte en juillet 2010, après de longues années de réflexion, de jouer pour les Épérviers, qui affrontent l'Arabie saoudite le 11 août. Titulaire sur l'aile droite, il fait un bon match, mais n'empêche pas son équipe de perdre un but à zéro.

### Avec le Stade rennais
Le 3 janvier 2011, il est transféré au Stade rennais, avec lequel il signe un contrat de quatre ans et demi. Razak Boukari fait ses premiers pas en rouge et noir face à Cannes en trente-deuxièmes de finale de Coupe de France, match remporté 7-0 par son équipe, au cours duquel il délivre trois passes décisives. Le 29 janvier 2011, il marque son premier but avec le Stade rennais, mais son équipe s'incline 5-1 à Sochaux au stade Auguste-Bonal. Il marque un second but en 8e de finale de Coupe de France face au Stade de Reims, Boukari trompe Agassa d'une frappe sèche du pied droit à l'entrée de la surface. 
Lors de la 25e journée de Ligue 1, Boukari retrouve son ancien club, le RC Lens ; il y marque même un but d'une somptueuse frappe dans la lucarne opposée de Vedran Runje à l'entrée de la surface.

### Avec Wolverhampton Wanderers
Le 27 août 2012, il signe au Wolverhampton Wanderers FC un contrat de quatre ans.
Jouant peu en Angleterre, il est mis à l'essai au FC Sochaux pendant une semaine le 12 août 2013 avant d'être finalement prêté pour une saison au club franc-comtois quinze jours plus tard.

## Carrière internationale

### Matchs internationaux
Le tableau suivant liste les rencontres de l'équipe du Togo dans lesquelles Razak Boukari a été sélectionné depuis le 11 août 2010 jusqu'à présent.

## Statistiques de carrière
| Saison                | Club                          | Championnat           | Championnat | Championnat | Coupe nationale | Coupe nationale | Coupe de la Ligue | Coupe de la Ligue | Compétition(s) continentale(s) | Compétition(s) continentale(s) | Compétition(s) continentale(s) | Togo | Togo | Total | Total |
| Saison                | Club                          | Division              | M.          | B.          | M.              | B.              | M.                | B.                | Comp.                          | M.                             | B.                             | M.   | B.   | M.    | B.    |
| 2004-2005             | LB Châteauroux                | Ligue 2               | 14          | 5           | 1               | 1               | -                 | -                 | -                              | -                              | -                              | -    | -    | 15    | 6     |
| 2005-2006             | LB Châteauroux                | Ligue 2               | 34          | 2           | 2               | 0               | 2                 | 0                 | -                              | -                              | -                              | -    | -    | 38    | 2     |
| Sous-total            | Sous-total                    | Sous-total            | 48          | 7           | 3               | 1               | 2                 | 0                 | -                              | -                              | -                              | -    | -    | 53    | 8     |
| 2006-2007             | RC Lens                       | Ligue 1               | 29          | 0           | 4               | 0               | 1                 | 0                 | C3                             | 8                              | 1                              | -    | -    | 42    | 1     |
| 2007-2008             | RC Lens                       | Ligue 1               | 19          | 0           | 1               | 0               | 1                 | 1                 | CI+C3                          | 1+2                            | 0                              | -    | -    | 24    | 1     |
| 2008-2009             | RC Lens                       | Ligue 2               | 26          | 4           | 1               | 0               | 4                 | 1                 | -                              | -                              | -                              | -    | -    | 31    | 5     |
| 2009-2010             | RC Lens                       | Ligue 1               | 27          | 4           | 3               | 0               | 1                 | 1                 | -                              | -                              | -                              | -    | -    | 31    | 5     |
| 2010-2011             | RC Lens                       | Ligue 1               | 18          | 3           | -               | -               | 1                 | 0                 | -                              | -                              | -                              | 4    | 0    | 23    | 3     |
| Sous-total            | Sous-total                    | Sous-total            | 119         | 11          | 9               | 0               | 8                 | 3                 | -                              | 11                             | 1                              | 4    | 0    | 151   | 15    |
| 2010-2011             | Stade rennais                 | Ligue 1               | 18          | 4           | 3               | 1               | -                 | -                 | -                              | -                              | -                              | 1    | 0    | 22    | 5     |
| 2011-2012             | Stade rennais                 | Ligue 1               | 20          | 3           | 1               | 1               | 1                 | 0                 | C3                             | 8                              | 2                              | 6    | 1    | 36    | 7     |
| Sous-total            | Sous-total                    | Sous-total            | 38          | 7           | 4               | 2               | 1                 | 0                 | -                              | 8                              | 2                              | 7    | 1    | 58    | 12    |
| 2012-2013             | Wolverhampton Wanderers       | Championship          | 4           | 0           | -               | -               | 2                 | 0                 | -                              | -                              | -                              | -    | -    | 6     | 0     |
| 2013-2014             | FC Sochaux-Montbéliard (prêt) | Ligue 1               | 10          | 0           | -               | -               | -                 | -                 | -                              | -                              | -                              | -    | -    | 10    | 0     |
| 2014-2015             | Wolverhampton Wanderers       | Championship          | -           | -           | -               | -               | -                 | -                 | -                              | -                              | -                              | -    | -    | 0     | 0     |
| 2015-2016             | Wolverhampton Wanderers       | Championship          | -           | -           | -               | -               | -                 | -                 | -                              | -                              | -                              | -    | -    | 0     | 0     |
| 2016-2017             | LB Châteauroux                | National              | 22          | 7           | 2               | 0               | 2                 | 1                 | -                              | -                              | -                              | 7    | 0    | 33    | 8     |
| 2017-2018             | LB Châteauroux                | Ligue 2               | 23          | 1           | 0               | 0               | 2                 | 1                 | -                              | -                              | -                              | 0    | 0    | 25    | 2     |
| 2018-2019             | LB Châteauroux                | Ligue 2               | 17          | 4           | 2               | 0               | 2                 | 1                 | -                              | -                              | -                              | 0    | 0    | 21    | 5     |
| 2019-2020             | LB Châteauroux                | Ligue 2               | 1           | 0           | 0               | 0               | 2                 | 1                 | -                              | -                              | -                              | 0    | 0    | 3     | 1     |
| 2020-2021             | LB Châteauroux                | Ligue 2               | 3           | 0           | 0               | 0               | 2                 | 1                 | -                              | -                              | -                              | 0    | 0    | 5     | 1     |
| Total sur la carrière | Total sur la carrière         | Total sur la carrière | 285         | 37          | 20              | 3               | 15                | 4                 | -                              | 19                             | 3                              | 18   | 1    | 357   | 48    |

## Palmarès

### En club
- RC Lens (1)
  - Ligue 2
    - Champion : 2009

  - Coupe de la Ligue
    - Finaliste : 2008

  -  LB Châteauroux (1)
  - Championnat de France de football National (1)
    - Champion : 2017

### En Sélection
- France (1)
  - Tournoi de Toulon :
    - Champion : 2007